# Taruman
Taruman is een bestuurslaag in het regentschap Grobogan van de provincie Midden-Java, Indonesië. Taruman telt 4231 inwoners (volkstelling 2010).